# Festival Internacional de Cinema de Damasco
O Festival Internacional de Cinema de Damasco (em idioma árabe: مهرجان دمشق السينمائي الدولي ) é um festival de cinema bienal organizado pelo governo sírio desde 1979. O festival foi estabelecido pelo diretor de cinema sírio Muhammad Shahin. Este festival alterna com o Festival de Cartago. Até 1999, a competição do festival se concentrou em filmes de países árabes, da América Latina e da Ásia. Desde 2001, o festival tem um foco internacional.

## Principais vencedores dos prémios
| Ano      | Melhor filme (Prémio de Ouro) | Melhor actor                                                                                    | Melhor actriz                                                       |
| 1979 1º  | Sun of the Hyenas Fences      |                                                                                                 |                                                                     |
| 1981 2º  | Los sobrevivientes Fragments  |                                                                                                 |                                                                     |
| 1983 3º  | Last of Presents              |                                                                                                 |                                                                     |
| 1985 4º  | Remedy                        | Syed Ali Koirat por Kingdom of Dreams                                                           | Naglaa Fathi por Sorry, Law                                         |
| 1987 5º  | Um Homem de Êxito             | Ahmed Zaki por Um Homem de Êxito                                                                | Pan Hong por The Last Empress Mahua Roychoudhury por Man and Woman  |
| 1989 6º  | As noites do Chacal           | Asaad Fedda por As noites do Chacal                                                             | Fatima Belhadj por The Citadel                                      |
| 1991 7º  | Secondary Roles Kit Kat       | Mahmoud Abdel Aziz por Kit Kat                                                                  | Luisa Pérez Nieto por Secondary Roles                               |
| 1993 8º  | A Fronteira                   | Abdellatif Kechiche por Bezness                                                                 | Dimple Kapadia por The Mourner                                      |
| 1995 9º  | Amnésia                       | Tayser Idris por Rising Rain Mohamed Ali Allalou por Youssef: The Legend of the Seventh Sleeper | Amel Hédhili por The Silences of the Palace Lucy por The Stolen Joy |
| 1997 10º | Tieta do Agreste The Captain  |                                                                                                 | Tao Hong por Colors of the Blind                                    |
| 1999 11º | Fallen Angels Paradise        |                                                                                                 | Tamara Acosta por The Revenge                                       |
| 2001 12º | Aberdeen                      | Josse De Pauw por Everybody's Famous!                                                           | Licia Maglietta por Pan y tulipanes                                 |
| 2003 13º | Dolls                         |                                                                                                 |                                                                     |
| 2005 14º | Small Sky                     |                                                                                                 |                                                                     |
| 2007 15º | That Winter                   | Julio Chávez por El otro                                                                        | Toda as actrizes por Caramel                                        |
| 2008 16º | Empties                       | Reza Naji por The Song of Sparrows                                                              | Kristin Scott Thomas por Il y a longtemps que je t'aime             |
| 2009 17º | Treeless Mountain             | Vladimir Ilyin & Aleksey Vertkov por Ward No. 6                                                 | Giovanna Mezzogiorno por Vincere                                    |
| 2010 18º | Hors-la-loi                   | George Piştereanu por If I Want to Whistle, I Whistle                                           | Gabriela Maria Schmeider por The Hairdresser                        |